# Sergio Vázquez
Sergio Fabián Vázquez (Buenos Aires, 23 november 1965) is een voormalig Argentijns voetballer, die speelde als verdediger.

## Clubcarrière
Vázquez, bijgenaamd Turco, speelde tussen 1985 en 1997 voor Ferro Carril Oeste, Racing Club Avellaneda, CA Rosario Central, Universidad Católica, Banfield en Avispa Fukuoka.

## Interlandcarrière
Onder leiding van bondscoach Alfio Basile debuteerde Vázquez op 23 mei 1991 in het Argentijns nationaal elftal. Dat was in een vriendschappelijke wedstrijd tegen de Sovjet-Unie (1–1), die werd gespeeld in Manchester. Vázquez speelde in totaal dertig officiële interlands voor zijn vaderland.
1 Goycochea ·
2 Vázquez ·
3 Enrique ·
4 Basualdo ·
5 Astrada ·
6 Ruggeri ·
7 Caniggia ·
8 Franco ·
9 Batistuta ·
10 Simeone ·
11 Latorre ·
12 Lanari ·
13 Gamboa ·
14 Craviotto ·
15 Altamirano ·
16 García ·
17 Zapata ·
18 Medina ·
19 Mohamed ·
20 Rodríguez ·
21 Giunta ·
22 Cancelarich ·
Coach: Basile
1 Goycochea ·
2 Vázquez ·
3 Altamirano ·
4 Basualdo ·
5 Redondo ·
6 Ruggeri  ·
7 Caniggia ·
8 Villarreal ·
9 Batistuta ·
10 Simeone ·
11 Cagna ·
12 Islas ·
14 Acosta ·
15 Borelli ·
16 García ·
18 Craviotto ·
20 Rodríguez ·
21 Cancelarich ·
Coach: Basile
1 Goycochea ·
2 Vázquez ·
3 Altamirano ·
4 F. Basualdo ·
5 Redondo ·
6 Ruggeri ·
7 Medina ·
9 Batistuta ·
10 Simeone ·
11 Gorosito ·
12 Islas ·
13 Cáceres ·
14 Craviotto ·
15 Borelli ·
16 García ·
17 Zapata ·
18 Acosta ·
19 Zamora ·
20 Rodríguez ·
21 Scoponi ·
22 Mancuso ·
23 J. Basualdo ·
Coach: Basile
1 Goycochea ·
2 Vázquez ·
3 Chamot ·
4 Sensini ·
5 Redondo ·
6 Ruggeri ·
7 Caniggia ·
8 Basualdo ·
9 Batistuta ·
10 Maradona  ·
11 Medina ·
12 Islas ·
13 Cáceres ·
14 Simeone ·
15 Borelli ·
16 Díaz ·
17 Ortega ·
18 Pérez ·
19 Balbo ·
20 Rodríguez ·
21 Mancuso ·
22 Scoponi ·
Coach: Basile